# Чемпионат Ивано-Франковской области по футболу
Чемпионат Ивано-Франковской области по футболу — областное соревнование украинского футбола среди любительских команд. Первый чемпионат был проведён в 1934 году. С 1991 года проводится под эгидой Ивано-Франковской областной ассоциации футбола.

## Первая лига
| Год                                 | Победитель                   | 2 место                                | 3 место                                |
| ----------------------------------- | ---------------------------- | -------------------------------------- | -------------------------------------- |
| В составе Польши                    |                              |                                        |                                        |
| 1934                                | «Ревера» Станиславов         |                                        |                                        |
| 1935                                | «Ревера» Станиславов         |                                        |                                        |
| 1936                                | «Погонь» Стрый               | «Стрилец-Гурка» Станиславов            |                                        |
| 1937                                | «Ревера» Станиславов         | «Стрилец-Гурка» Станиславов            |                                        |
| 1938                                | «Ревера» Станиславов         |                                        |                                        |
| 1939                                | «Стрилец-Гурка» Станиславов  | «Ревера» Станиславов                   | КСЗН Рипнэ                             |
| 1940—44                             | Вторая мировая война         | Вторая мировая война                   | Вторая мировая война                   |
| Чемпионат Станиславской области     |                              |                                        |                                        |
| 1945                                | «Молния» Коломыя             |                                        |                                        |
| 1946                                | «Спартак» Станиславов        |                                        |                                        |
| 1947                                | «Химик» Калуш                | «Медик» Станиславов                    |                                        |
| 1948                                | «Динамо» Станиславов         |                                        |                                        |
| 1949                                | «Спартак» Станиславов        | «Химик» Калуш                          |                                        |
| 1950                                | ДОСАРМ Станиславов           | «Спартак» Станиславов                  | «Химик» Калуш                          |
| 1951                                | «Спартак» Станиславов        | ДТСААФ Станиславов                     |                                        |
| 1952                                | «Химик» Калуш                | «Нефтяник» Надворная                   | «Искра» Коломыя                        |
| 1953                                | «Спартак» Станиславов        |                                        |                                        |
| 1954                                | «Искра» Коломыя              | «Локомотив» Станиславов                |                                        |
| 1955                                | «Химик» Калуш                | «Буревесник» Коломыя                   | «Локомотив» Станиславов                |
| 1956                                | «Буревесник» Коломыя         | «Колхозник» Ямница                     |                                        |
| 1957                                | «Химик» Калуш                |                                        |                                        |
| 1958                                | «Химик» Калуш                | «Пищевик» Станиславов                  | «Авангард» Коломыя                     |
| 1959                                | «Химик» Калуш                | «Авангард» Коломыя                     | «Метеор» Станиславов                   |
| 1960                                | «Химик» Калуш                | «Авангард» Коломыя                     | «Нефтяник» Долина                      |
| 1961                                | «Химик» Калуш                | «Нефтяник» Долина                      |                                        |
| Чемпионат Ивано-Франковской области |                              |                                        |                                        |
| 1962                                | ЛК «Осмолоды» Перегинское    | «Нефтяник» Надворная                   | «Нефтяник» Долина                      |
| 1963                                | «Нефтяник» Надворная         | «Нефтяник» Долина                      | «Карпаты» Брошнев                      |
| 1964                                | «Нефтяник» Долина            | «Нефтяник» Надворная                   | «Карпаты» Брошнев                      |
| 1965                                | «Нефтяник» Надворная         | «Карпаты» Брошнев                      | «Химик» Калуш                          |
| 1966                                | «Химик» Калуш                | «Нефтяник» Надворная                   | «Карпаты» Коломыя                      |
| 1967                                | «Химик» Калуш                | «Нефтяник» Надворная                   | ДРЕС Бурштын                           |
| 1968                                | «Карпаты» Коломыя            | «Химик» Калуш                          | «Нефтяник» Надворная                   |
| 1969                                | «Химик» Калуш                | «Карпаты» Коломыя                      | «Строитель» Калуш                      |
| 1970                                | «Строитель» Калуш            | «Нефтяник» Надворная                   | «Химик» Калуш                          |
| 1971                                | «Прибор» Ивано-Франковск     | «Строитель» Калуш                      | «Химик» Калуш                          |
| 1972                                | «Электрон» Ивано-Франковск   | «Химик» Калуш                          | «Строитель» Калуш                      |
| 1973                                | «Электрон» Ивано-Франковск   | «Химик» Калуш                          | «Сельмаш» Коломыя                      |
| 1974                                | «Электрон» Ивано-Франковск   | «Химик» Калуш                          | «Карпаты» Брошнев                      |
| 1975                                | «Химик» Калуш                | «Нефтяник» Долина                      | «Сельмаш» Коломыя                      |
| 1976                                | «Электрон» Ивано-Франковск   | СК им. Руднева Ивано-Франковск         | «Колос» Хотын                          |
| 1977                                | «Электрон» Ивано-Франковск   | «Нефтяник» Долина                      | «Сельмаш» Коломыя                      |
| 1978                                | «Химик» Калуш                | «Нефтяник» Долина                      | «Электрон» Ивано-Франковск             |
| 1979                                | «Нефтяник» Долина            | «Электрон» Ивано-Франковск             | «Химик» Калуш                          |
| 1980                                | «Нефтяник» Долина            | «Химик» Калуш                          | «Электрон» Ивано-Франковск             |
| 1981                                | «Локомотив» Ивано-Франковск  | «Химик» Калуш                          | «Нефтяник» Долина                      |
| 1982                                | «Локомотив» Ивано-Франковск  | «Химик» Калуш                          | СК им. Руднева Ивано-Франковск         |
| 1983                                | «Нефтяник» Долина            | «Сельмаш» Коломыя                      | «Химик» Калуш                          |
| 1984                                | «Нефтяник» Долина            | «Электрон» Ивано-Франковск             | «Сельмаш» Коломыя                      |
| 1985                                | «Электрон» Ивано-Франковск   | «Сельмаш» Коломыя                      | «Металлист» Ивано-Франковск            |
| 1986                                | «Колос» Голынь               | «Нефтяник» Долина                      | «Маяк» Богородчаны                     |
| 1987                                | «Колос» Голынь               | «Нефтяник» Долина                      | «Быстрица» Надворная                   |
| 1988                                | «Быстрица» Надворная         | «Колос» Голынь                         | «Нефтяник» Долина                      |
| 1989                                | «Нефтяник» Долина            | «Колос» Голынь—Калуш                   | «Электроостнастка» Коломыя             |
| 1990                                | «Нефтяник» Долина            | «Энергетик» Бурштын                    | «Галичина» Голынь                      |
| 1991                                | «Покутье» Коломыя            | «Машиностроитель» Ивано-Франковск      | «Дружба» Богородчаны                   |
| 1992                                | «Меховик» Тысменица          | «Химик» Калуш                          | «Бескид» Надворная                     |
| 1992—93                             | «Лимница» Перегинск          | «Автоливмаш» Ивано-Франковск           | «Домостроитель» Бурштын                |
| 1993—94                             | «Нефтяник» Долина            |                                        |                                        |
| 1994—95                             | «Химик» Калуш                |                                        |                                        |
| 1995—96                             | «Автоливмаш» Ивано-Франковск |                                        |                                        |
| 1996—97                             | «Нефтяник» Долина            |                                        |                                        |
| 1997—98                             | «Энергетик» Бурштын          |                                        |                                        |
| 1998—99                             | «Пробий» Городенка           | «Бескид» Надворная                     | «Корона» Ивано-Франковск               |
| 1999 (осень)                        | «Техно-Центр» Рогатин        | «БУКлаеш» Королёвка                    | «Корона» Ивано-Франковск               |
| 2000                                | ФК «Королёвка» Королёвка     |                                        |                                        |
| 2001                                | «Пробий» Городенка           | «Корона-КГД» Ивано-Франковск           | «Тепловик» Ивано-Франковск             |
| 2002                                | «Тепловик» Ивано-Франковск   | «Дэльта» Гвоздец                       | «Запад» Снятын                         |
| 2003                                | «Дэльта» Гвоздец             | «Тепловик» Ивано-Франковск             | ФК «Королёвка» Королёвка               |
| 2004                                | «Дэльта» Гвоздец             | ФК «Тужилов»                           | «Тепловик» Ивано-Франковск             |
| 2005                                | «Дэльта» Гвоздец             | «Тепловик» Ивано-Франковск             | «Карпаты» Яремче                       |
| 2006                                | «Цементник» Ямница           |                                        |                                        |
| 2007                                | «Карпаты» Яремче             | «Цементник» Ямница                     | «Кадоган-Дэльта» Гвоздец               |
| 2008                                | «Карпаты» Яремче             | «Цементник» Ямница                     | «Кадоган-Дэльта» Гвоздец               |
| 2009                                | «Карпаты» Яремче             | «Дэльта» Гвоздец                       | «Тепловик» Ивано-Франковск             |
| 2010                                | «Карпаты» Печенежин          | «Тепловик» Ивано-Франковск             | «Карпаты» Яремче                       |
| 2011                                | «Карпаты» Коломыя            |                                        |                                        |
| 2012                                | «Карпаты» Яремче             | «Газовик» Богородчаны                  | «Карпаты» Коломыя                      |
| 2013                                | «Карпаты» Коломыя            | «Газовик» Богородчаны                  | «Кроно-Карпаты» Брошнев-Осада          |
| 2014                                | «Карпаты» Брошнев-Осада      | ФК «Перегинское»                       | «Приднестровье» Тлумач                 |
| 2015                                | «Оскар» Подгорье             | «Карпаты» Брошнев-Осада                | «Карпаты» Коломыя                      |
| 2016                                | «Оскар» Подгорье             | «Карпаты» Брошнев-Осада                | «Карпаты» Коломыя                      |
| 2017/18                             | ФК «Галич»                   | «Нефтяник» (Долина)                    | «Карпаты» Брошнев-Осада                |
| 2018/19                             | «Нефтяник» (Долина)          | «Карпаты» Брошнев-Осада                | «Прикарпатье-Тепловик» Ивано-Франковск |
| 2019/20                             | «Покутье» Коломыя            | «Нефтяник» (Долина)                    | «Карпаты» Брошнев                      |
| 2020/21                             | «Ураган» Черниев             | «Прикарпатье-Тепловик» Ивано-Франковск | «Сокольское» Тюдов                     |
| 2021/22                             |                              |                                        |                                        |
| 2022/23                             | «Ольховцы» Ольховцы          | «Благо-Юность» Верхняя                 | «Гарда» Калуш                          |
| 2023/24                             | «Благо-Юность» Верхняя       | «Ольховцы» Ольховцы                    | «Пробий» Городенка                     |

## Вторая лига
| Год  | Чемпион               | Город ФК        |
| 1992 | «Сичь»                | Побережье       |
| 1993 | «Заря»                | Берлоги         |
| 1994 | «Луквица»             | Старый Лисец    |
| 1995 | «Карпаты»             | Болехов         |
| 1996 | «Быстрица»            | Богородчаны     |
| 1997 | «Сокол»               | Верхний Угрюнив |
| 1998 | «Корона»              | Ивано-Франковск |
| 1999 | «Дэльта»              | Гвоздец         |
| 1999 | ПФК «Ивано-Франковск» | Ивано-Франковск |
| 2000 | «Сокол»               | Снятын          |

| Год  | Чемпион          | Город ФК        |
| 2001 | ФК «Королёвка»   | Королёвка       |
| 2002 | ФК «Королёвка»   | Королёвка       |
| 2003 | СДЮШОР «Спартак» | Ивано-Франковск |
| 2004 | «Цементник»      | Ямница          |
| 2005 | «Карпаты»        | Брошнов         |
| 2006 | «Карпаты»        | Куты            |
| 2007 | «Гуцульщина»     | Косов           |
| 2008 | «Карпаты»        | Печенижин       |
| 2009 | «Юниор»          | Лисец           |
| 2010 | «Кроно-Карпаты»  | Брошнев-Осада   |
| 2011 | «Гуцульщина»     | Косов           |
| 2012 | «Карпаты»        | Куты            |
| 2013 | «Карпаты»        | Куты            |